# ФК „Верея“ (Стара Загора)
„Верея“ е футболен клуб от град Стара Загора, България, участващ в Трета лига.
Играе домакинските си срещи на стадион „Трейс Арена“, който има капацитет 3500 места. Клубните цветове са синьо и бяло.

## История
Верея е основан на 15 юли 2001 г. През сезон 2005/06 отборът получава право да се състезава в Югоизточната В група и завършва на 13-о място. От сезон 2006/07 играе в А ОФГ-Стара Загора под името Верея Булсатком.
През сезон 2013/14 Верея завършва на 3-то място в Югоизточната В група, като впоследствие отборът е поканен да участва в Б група. През сезон 2014/15 завършва на 11-о място във втория ешелон, а през сезон 2015/16 на 8-о.
През лятото на 2016 г. Верея е поканен да участва в новосформираната Първа професионална футболна лига и успява да покрие критериите за лиценз. В дебютния сезон в елитната дизивия на България отборът завършва на 7-о място в класирането и след плейоф достига до директен мач срещу Левски (София) за участие в квалификационните кръгове на Лига Европа, който обаче губи след изпълнение на дузпи.

## Наименования
- Верея (2001 – 2006)
- Верея-Булсатком (2006 – 2007)
- Верея-Арсенал (Казанлък) – (след обединение с „Арсенал“ Казанлък) (2007 – 2016)
- Верея (2016 – )

## Успехи
- Първа лига:
  - 7-о място (1): 2016/17
- Купа на Аматьорската лига:
  -  Носител (1): 2013/14

## Състав2019/2020
Към 28 юли 2019 г.

## Почетни листи вПърва лига
| Място | Име              | Мачове |
| ----- | ---------------- | ------ |
| 1     | Здравко Илиев    | 31     |
| 2     | Педро Еуженио    | 30     |
| 3     | Георги Ангелов   | 29     |
| 4     | Елиаш            | 27     |
| 5     | Костадин Слаев   | 25     |
| 5     | Илиян Йорданов   | 25     |
| 7     | Владимир Зафиров | 25     |
| 7     | Георги Андонов   | 24     |
| 9     | Илиас Хасани     | 23     |
| 10    | Амаду Сукуна     | 18     |
| 10    | Момчил Цветанов  | 18     |
| 10    | Усман Балде      | 18     |
| 10    | Салим Керкар     | 18     |

| Място | Име             | Голове |
| ----- | --------------- | ------ |
| 1     | Момчил Цветанов | 5      |
| 2     | Амаду Сукуна    | 4      |
| 2     | Георги Андонов  | 4      |
| 4     | Педро Еуженио   | 3      |
| 5     | Георги Ангелов  | 2      |
| 5     | Янислав Иванов  | 2      |
| 5     | Илиян Йорданов  | 2      |
| 5     | Васил Калоянов  | 2      |

- Данните са до 20 юли 2017.

## Известни футболисти
- Костадин Стоянов
- Живко Желев
- Слави Жеков
- Марсел Еламе
- Оливие Харуна Боне

## Верея II
Вторият състав на ФК „Верея“ участва в Югоизточната група на Трета аматьорска футболна лига, за където спечели промоция през сезон 2015/16. Отборът играе мачовете си на тренировъчния терен на „Трейс Арена“.